# Apple A9X
Apple A9X là một hệ thống trên chip 64 bit dựa trên ARM(SoC) được thiết kế bởi Apple Inc. Nó xuất hiện lần đầu tiên trong iPad Pro, được công bố vào ngày 9 tháng 9 năm 2015 và được phát hành vào ngày 11 tháng 11 năm 2015. A9X có bộ đồng xử lý chuyển động M9 được nhúng trong nó, một cải tiến mới chưa từng thấy trong các thế hệ chip trước đây. Nó là một biến thể của A9 và Apple tuyên bố rằng nó có hiệu năng CPU gấp 1,8 lần và hiệu năng GPU gấp 2 lần so với người tiền nhiệm của nó, A8X.

## Thiết kế
A9X có CPU nhân kép 64-bit ARMv8-A do Apple thiết kế có tên là "Twister".  Nó cung cấp gấp đôi băng thông bộ nhớ và tăng gấp đôi hiệu suất lưu trữ của Apple A8X.
Không giống như A9, A9X không chứa bộ đệm L3 do băng thông DRAM đáng kể của nó. A9X được kết hợp với 4 GB RAM LPDDR4 trong iPad Pro 12,9" và 2 GB RAM LPDDR4 trong iPad Pro 9,7" với tổng băng thông 51,2 GB/s. Băng thông cao này là cần thiết để cung cấp cho GPU PowerVR Series7XT 12 nhân tùy chỉnh của SoC. RAM không được bao gồm trong gói A9X không giống như người anh em của nó, A9.
A9X sử dụng giao diện NAND giống như A9, sử dụng bộ điều khiển dựa trên NVMe do Apple thiết kế để giao tiếp qua kết nối PCIe. Thiết kế NAND của iPad Pro gần giống với SSD trên PC hơn là bộ nhớ flash phổ biến trên thiết bị di động. Điều này mang lại cho iPad Pro một lợi thế hiệu suất lưu trữ đáng kể so với các đối thủ thường sử dụng mSATA hoặc eMMC để kết nối với hệ thống lưu trữ của chúng.

## Các sản phẩm bao gồm Apple A9X
- iPad Pro 12,9" Thế hệ 1
- iPad Pro 9.7"